# Jesper Jespersen von Bahnson

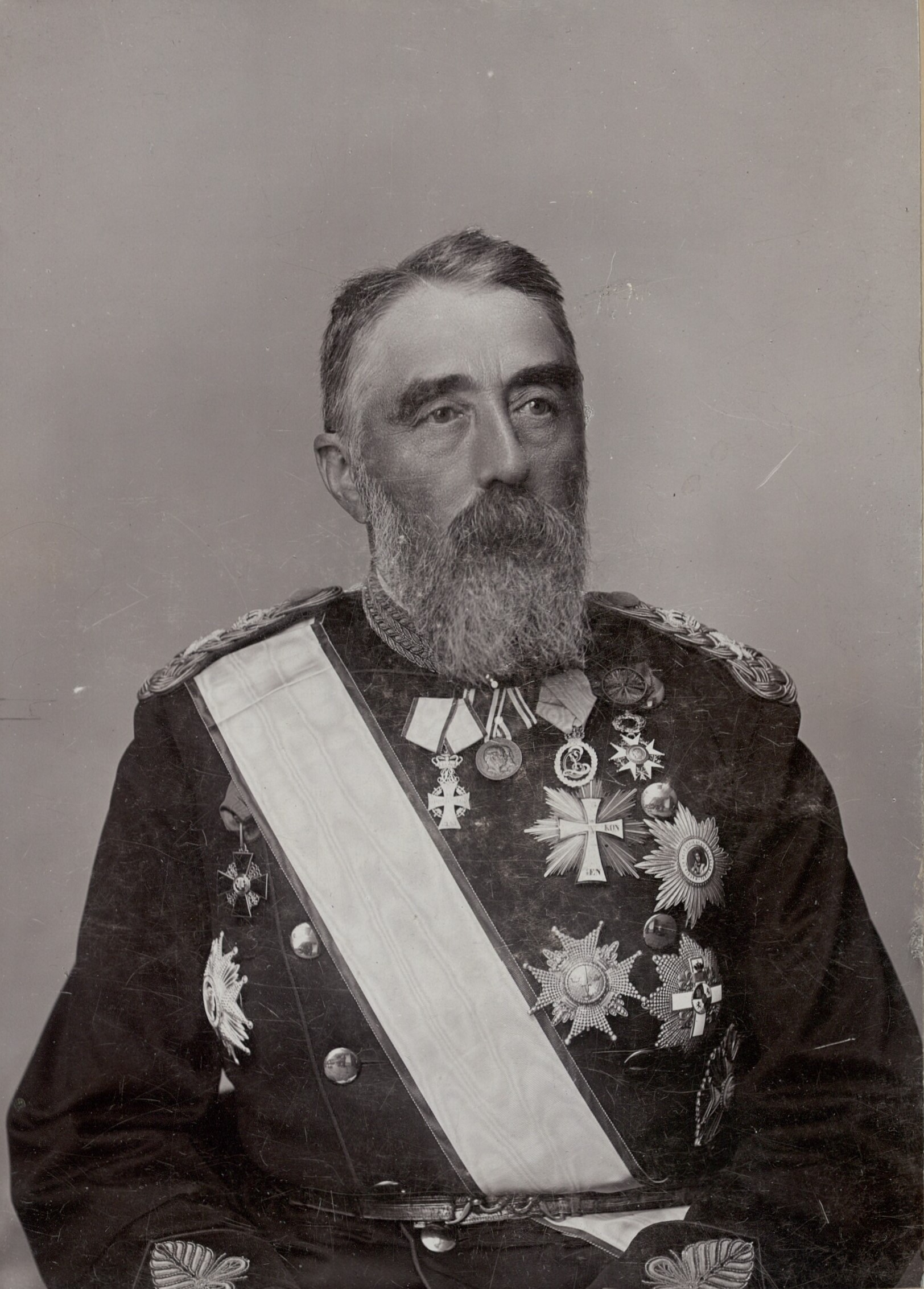

Jesper Jespersen von Bahnson (* 18. November 1827 bei Viborg; † 26. August 1909) war ein dänischer Generalleutnant und Kriegsminister.

## Leben

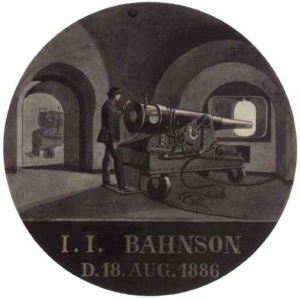
Kasematte von Prøvestenen

Bahnson wuchs auf dem 1823 von seinem Vater Lorenz Bahnsen erworbenen Landgut Tårupgård i Fjends Herred auf. Ausbildungshalber kam er 1844 nach Kopenhagen; 1846 trat er in der dortigen Militärakademie seine Offiziersausbildung an.
1849 und 1864 beteiligte er sich als Offizier an der Verteidigung von Fredericia 1879 wurde er Oberst sowie Abteilungschef im Kriegsministerium.
Als Kriegsminister (1884–1894) im Kabinett Estrup  trieb er trotz des dagegen votierenden Folketings, dem er 1887 bis 1895 angehörte, die Befestigung Kopenhagens voran. Nach seinem Rücktritt war er bis 1897 Generalleutnant und kommandierender General auf Seeland.

## Auszeichnungen
- 1868: Ritterkreuz des Dannebrogordens[3]
- 1874: Dannebrogsmændenes hæderstegn[3]
- 1881: Komtur II. Klasse[3]
- 1885: Komtur I. Klasse[3]
- 1888: Großkreuz des Dannebrogordens[3]